# Jogos Nacionais da China
Os Jogos Nacionais da República Popular da China são o principal evento esportivo do país em nível nacional. Normalmente, são realizados a cada quatro anos, mais recentemente em outubro de 2021, quando os Jogos Nacionais da China ocorreram em Xianxim. Os próximos jogos estão programados para novembro de 2025, na província de Cantão.
O precursor dos Jogos foi os Jogos Nacionais Chineses, realizados pela primeira vez em 1910, durante a Dinastia Qing. Essa competição ocorreu até 1948 e foi relançada sob o nome atual em 1959, após a formação da formação da República Popular da China.

## Lista de Jogos Nacionais da China
| Ano  | Jogos | Cidade                                                  | Data                           | Times | Atletas | Esportes | Medalhas de ouro | Ref.   |
| ---- | ----- | ------------------------------------------------------- | ------------------------------ | ----- | ------- | -------- | ---------------- | ------ |
| 1959 | I     | Pequim                                                  | 13 de setembro a 3 de outubro  |       | 10 600  | 42       |                  | [ 2 ]  |
| 1965 | II    | Pequim                                                  | 11 a 28 de setembro            | 29    | 05 922  | 23       |                  | [ 3 ]  |
| 1975 | III   | Pequim                                                  | 12 a 28 de setembro            |       | 10 669  | 36       |                  | [ 4 ]  |
| 1979 | IV    | Pequim                                                  | 15 a 30 de setembro            |       | +6 000  | 36       |                  | [ 5 ]  |
| 1983 | V     | Xangai                                                  | 18 de setembro a 1º de outubro |       | 08 943  | 26       |                  | [ 6 ]  |
| 1987 | VI    | Cantão                                                  | 20 de novembro a 5 de dezembro | 37    | ~8 000  | 44       | 344              | [ 7 ]  |
| 1993 | VII   | Pequim Sujuão Qinhuangdao                               | 15 de agosto a 15 de setembro  | 45    | 10 510  | 43       |                  | [ 8 ]  |
| 1997 | VIII  | Xangai                                                  | 12 a 24 de outubro             |       |         | 28       |                  | [ 9 ]  |
| 2001 | IX    | Cantão                                                  | 11 a 25 de novembro            | 45    | 12 314  |          |                  | [ 10 ] |
| 2005 | X     | Nanquim                                                 | 12 a 23 de outubro             | 46    | 09 986  | 32       | 357              | [ 11 ] |
| 2009 | XI    | Jinan                                                   | 16 a 28 de outubro             | 46    | 10 991  | 33       |                  | [ 12 ] |
| 2013 | XII   | Shenyang e outras 13 cidades da província de Liaoningue | 31 de agosto a 12 de setembro  | 38    | 09 770  | 31       | 350              | [ 13 ] |
| 2017 | XIII  | Tianjin                                                 | 27 de agosto a 8 de setembro   |       |         |          | 417              | [ 14 ] |
| 2021 | XIV   | Xianxim                                                 | 15 a 27 de setembro            |       |         | 35       | 410              | [ 15 ] |
| 2025 | XV    | Cantão Hong Kong Macau                                  | 9 a 21 de novembro             |       |         |          |                  | [ 16 ] |

1. ↑  incluindo eventos de demonstração